# Cypselosomatidae
Famille
Les Cypselosomatidae sont une famille de diptères.

## Liste des genres
Selon Catalogue of Life (27 févr. 2013) :
- genre Clisa
- genre Cypselosoma
- genre Formicosepsis
- genre Heloclusia
- genre Latheticomyia
- genre Macalpinella
- genre Polypathomyia
- genre Pseudopomyza
- genre Pseudopomyzella
- genre Rhinopomyzella
- genre Tenuia

Selon ITIS (27 févr. 2013) :
- genre Latheticomyia